# Zhaoxin
A Zhaoxin (Shanghai Zhaoxin Semiconductor Co., Ltd.) egy kínai processzorgyártó vállalat, amely x86-kompatibilis processzorokat és grafikus chipeket fejleszt. A vállalat többségi tulajdonosa a Shanghai Alliance Investment Ltd., székhelye Sanghajban található. Mikroarchitektúrájuk alapjait a VIA Technologies révén szerezték meg, amely résztulajdonos a vállalatban. Az x86-64 processzorok fejlesztéséhez szükséges technológiát teljes egészében kivásárolták a VIA-ból 2020-ban. A vállalat elsődleges célja a nagy teljesítményű, kompatibilis, biztonságos x86 processzorok előállítása asztali számítógépekbe, netbookokba, laptopokba és szerverekbe egyaránt. A vállalat fő célja a kínai piac ellátása, és az ország technológiai függetlenségének biztosítása.

## Első termékei
A Zhaoxin első processzorai gyakorlatilag teljes egészében már meglévő VIA processzorokra alapultak. Ezek a processzorok a következők:
Kaixian ZX-A
2 magos, 4 hardveres szál futtatására képes x86 processzor, amely órajele 1,6 GHz, nem támogat AVX utasításkészletet. Órajele 1,6 GHz, fogyasztása 28 W. Kivezették a piacról 2017-ben.
Kaixian ZX-C sorozat
4 magos, 1,2 GHz-tól 2 GHz-ig skálázódó x86 processzorcsalád 2 GHz-es turbó órajellel, amely rendelkezik 64 bites támogatással, AVX és AVX2 kompatibilitással, és 2 MB cache memóriával. Fogyasztása 6-18 watt, kiépítéstől függően. A processzor FCBGA tokozású, és 28 nm-es gyártástechnológián készül. Támogatja a hardveres virtualizációt is.
Kaixian ZX-C+
Megegyezik a ZX-C-vel, de hardveresen gyorsított titkosításra is képes.
Kaisheng ZX-C+
Megegyezik a ZX-C+-vel, de 4 helyett 8 magot használ. Fogyasztása 36 W, órajele 2 GHz.
ZX-1000/ZX-2000/ZX-5880/ZX5850
ARM Cortex-A17 alapú ARM v7 processzorok, amelyek LPDDR2 memóriát támogatnak több SIM kártya, és hardveresen gyorsított videóképességek mellett.

## Saját dizájnjaik
A Zhaoxin a KX-5000 szériától kezdve a processzormagjait magját már saját maga fejleszti ki a meglévő alapokon, amelyekkel különféle területeket céloz meg az asztali számítógépektől kezdve, az irodai számítógépeken, NAS-okon át a szerverszámítógépekig.

## KX-5000
A Zhaoxin KX-5000 széria egy teljesen integrált processzor (SOC), melyet főleg kínai kormányzati számítógépekbe szántak. A processzor 4 és 8 magos változatban is elérhető, de a négymagos változat gyakoribb. Teljesítménye és utasításkészlete körülbelül az Intel második generációs i3 processzoraival egyezik meg adott órajelen. A processzor IGP-jének teljesítménye körülbelül az Intel első generációs i3 chipjeinek IGP-jével egyezik meg, miközben a DirectX 11-et is támogatja. A processzor mellé az alaplapon két csatornás DDR4 memória illeszthető, és 3 vagy 4 db SATA portot, 1 vagy 2 db ethernet portot lehet csatlakoztatni. A chip 32 GByte memóriát támogat. A KX-5000 alaplapok ATX, vagy ATX szerű kialakításúak, elsősorban az irodai PC-k és kormányzati asztali számítógépek számára nyújt ideális alternatívát. A driverek Windows XP, Windows 7 és Windows 10 operációs rendszerekre elérhetőek, de létezik zárt forrású Linux meghajtóprogram is az IGP-hez, amely Kínában népszerű Linux operációs rendszerekkel kompatibilis. A processzort 28 nm-en gyártották. A KX5000 processzor támogatja a megszokott 16x PCI-E és 1x-es PCI-e csatolókat is, némely KX5000-rel szerelt alaplapon hagyományos PCI csatoló is van. A rendszer képes BIOS módban, UEFI módban, és CSM (mixed) módban is működni, az option romok támogatása gördülékenyen működik.

## KX-6000
A Zhaoxin KX-6000 processzorokat NAS-okban, és ipari alaplapokon használják elsősorban. A processzorok gyorsabbak adott órajelen a KX-5000 szériánál, körülbelül 20-30%-al. A Zhaoxin ezzel a processzorral a nemzetközi piacra lépett, a Synology, az iEi, és más vállalatok is felhasználják ezeket a processzorokat. A processzorral nem csak nyugaton és Kínában, hanem Oroszországban is gyártanak alaplapokat. A processzort 16 nm-en gyártják, és aktív hűtést igényelnek. A KX-5000-hez képest változás az, hogy ezt a változatot elsősorban nem desktop számítógépek processzoraként képzelte el a Zhaoxin, hanem a beágyazott rendszerek irányába is nyitottak, és mind a nemzetközi, mind a hazai felhasználás a célok közé került. A KX-U6880A (3 GHz) és KX-U6780A (2.7 GHz) változat 8 magos, a KX-6740A (2.7 GHz) és KX-6640A (2.6 GHz) pedig 4 magos, mindegyik 64 GB DDR4 memóriát támogat maximálisan. A nyolcmagos változatok 8 MB L2 cache memóriát tartalmaznak, a 4 magosak pedig 4 MB-ot. A 8 magos változat cache memóriája két négymegás blokkra oszlik. Ezek a processzorok még nem támogatnak boost órajelnövelő technológiákat. A későbbi KX-6000G változat frissített grafikus chipet kapott, amely kompatibilis a DirectX12-vel.

## KH 40000
KH 40000 – A 2022-ben megjelent KH 40000 processzorcsalád az elődökhöz képest 30-90%-kal magasabb teljesítményre képes azonos órajelen, órajele viszont némileg alacsonyabb. Az egyszálú teljesítmény körülbelül az alsókategóriás asztali Intel i3 és mobil Ryzen Embedded processzorokkal egyezik meg, a többszálú teljesítmény a középkategóriás asztali i7 processzorok szintje. A csúcskategóriás i7 és Ryzen processzorok teljesítményét azonban nem éri el, és 60-70%-kal lassabb azoknál. A processzort a szerverpiacra is optimizálták, így aztán a KH 40000 család SMP támogatással rendelkezik, a processzor duál-processzoros konfigurációban is képes üzemelni.

## KX-7000
A 2024-ben megjelent KX-7000 körülbelül az előd sebességének dupláját éri el, elérve ezzel az első generációs AMD Ryzen 5 és 8. generációs Intel i5 processzorok teljesítményét. A nagy sebességnövekedést úgy érték el, hogy fejlettebb out-of-order szuperskalár felépítésre álltak át. A KX-7000 immár négyutas szuperskalár felépítést használ, amelyből két futószalag képes a komplex utasítások végrehajtására. A KX-7000 belső felépítésének egyik fő erőssége a rövid hosszúságú utasításcsoportok hatékony végrehajtása, míg a hosszú utasításokat használó algoritmusokban kevésbé hatékony. A processzor képes az utasítások hatékony összevonására és az utasítások valós idejű optimizálására is, hasonlóan a többi modern x86-64 processzorhoz, ám ennek implementációját kisebb bonyolultságú feldolgozókkal oldja meg. Az egész, a lebegőpontos, és a vektor egységek nyers teljesítménye is jó. Nem csak a 128 bites, hanem bizonyos esetekben a 256 bit széles SIMD műveletek is teljes sebességgel futhatnak. Szintetikus tesztek szerint a processzor külső memóriasávszélessége nem kiemelkedően magas, és a memóriasávszélesség nem emelkedik tovább, ha kettőnél több processzormag próbálja nagy sávszélességgel elérni a RAM-ot. Szintetikus benchmark programokban ezek miatt a processzor rendszerint gyengébb eredményeket ér el, mint amire éles körülmények között képes. A processzor hatékony a videójátékok, böngészők, irodai környezetek futtatása során, ám tömörítésben és videó enkódolásban középszerű a teljesítménye. A processzor külsőre hasonló tokozást használ, mint az Intel egyes processzorai, hogy csökkentsék a gyártási költségeket, emiatt a hazai sajtóban lejárató célú cikkek is megjelentek a processzorról, hamisan azt állítva, hogy a processzor Intel magokat használ. A processzor elágazásbecslő rendszerét az elődjeihez képest jelentősen javították. A processzor több éves csúszás után készült el, és támogatja az AVX és AVX2 utasításkészlet-bővítményt, továbbá kompatibilis a Windows 11-gyel is. A processzor képes boost órajel használatára is. A KX-7000 integrált grafikus chipje egy, a KX-6000G-ben használt IGP továbbfejlesztésén alapuló DirectX12 támogatással is rendelkező megoldás. A PCI-E vezérlő a 4.0-ás verziót támogatja, a processzor pedig képes DDR4 és DDR5 memóriák kezelésére is. A Zhaoxin KX-7000 processzorok chiplet felépítésűek, hasonlóan a Ryzen processzorokhoz, az IO és GPU rész külön chipletben foglal helyet.

## Grafikus chipek
A KX-5000-ig bezárólag a VIA/S3G chipeket integrálták (C-860), a grafikus meghajtókat a Zhaoxin rendszeresen továbbfejlesztette a termék életciklusa alatt. A Zhaoxin 2019-ben megjelent processzoraiban már a saját technológiájuk használó IGP-iket alkalmazzák. A grafikus chipek tervezését a Zhaoxin egy leányvállalata, a Glenfly Tech Co végzi. A vállalat hagyományos videókártyákat is gyárt, amelyek 2022-ben jelentek meg a piacon.
ZX-C860
A VIA C-860 chipjével egyezik meg, SOC formában a processzorba integrálva. A teljesítménye körülbelül az első generációs intel i3 processzorok IGP-jével egyezik meg. Kompatibilitása némileg rosszabb, az OpenGL driverek teljesítménye és kompatibilitása az elvárhatónál rosszabb. Ezt a terméket a Zhaoxin 2021 végéig támogatta driverekkel.
ZX-C960
A KX-6000 processzorban lévő IGP DirectX 11 és OpenGL 4.6 támogatással rendelkezik. A KX-6000G processzorban már egy modernebb, DirectX12-képes IGP-t használtak.
Glenfly Arise 10C0
A Glenfly Arise 10C0 grafikus chip DirectX12 és OpenGL 4.6 támogatással is rendelkezik. A hardver 2022-ben jelent meg IGP és GPU változatban egyaránt. IGP változata a KX-6000G processzorhoz lett integrálva. 64 vagy 128 bites DDR4 memóriát képes kezelni. Beépített h264 és HEVC dekóderrel és enkóderrel képes a videók lejátszását és konvertálását gyorsítani. Fogyasztása alacsony, így kiegészítő tápcsatlakozót nem igényel. A videókártya 2 vagy 4 GByte memóriát támogat. Az elődhöz képest jelentősen gyorsabb, teljesítménye körülbelül az Intel első DirectX12 kompatibilis IGP-ivel egyezik meg.
ZX-C1190
Az IGP a KX-7000 processzor integrált grafikájaként funkcionál. A DirectX12, OpenGL 4.6, és OpenCL 1.2 támogatással rendelkező IGP körülbelül az Intel HD Graphics 4000-res sorozatú IGP-ivel megegyező sebességre képes ami azt jelenti, hogy az előző generációs Zhaoxin processzorokhoz képest mintegy négyszer gyorsabb. Az IGP támogatja a 4k felbontást, és a DisplayPort, HDMI, és VGA csatlakozókat is.

## Termékek tulajdonságainak áttekintése
| Processzorgeneráció              | Kódnév                                       | Bejelentés                                   | Gyártástechnológia              | Magok      | Órajel                                         | Képességek                                                                                     | IGP                                                                                       | Fogyasztás                     | Megjegyzés                                                                               |
| -------------------------------- | -------------------------------------------- | -------------------------------------------- | ------------------------------- | ---------- | ---------------------------------------------- | ---------------------------------------------------------------------------------------------- | ----------------------------------------------------------------------------------------- | ------------------------------ | ---------------------------------------------------------------------------------------- |
| ZX-A                             | VIA Isiah                                    | 2014                                         | 40 nm                           | 2          | 1,6 GHz                                        | Szinte teljes egészében a VIA Nano X2 C4350AL processzoron alapul                              | -                                                                                         | 28w                            |                                                                                          |
| ZX-B                             | VIA Isiah                                    |                                              | 40 nm                           | 2          | 1,6 GHz                                        |                                                                                                | -                                                                                         |                                | Megegyezik a ZX-A-val                                                                    |
| ZX-C                             | Zhangjiang (Egy shangháji ipari parkra utal) | 2015                                         | 28 nm (HLMC)                    | 4          | 2.0 GHz                                        | SSE4.1, SSE4.2, AVX                                                                            | -                                                                                         |                                | Csaknem teljes egészében a VIA QuadCore-E & Eden X4 processzorokon alapul (HLMC gyártja) |
| ZX-C+                            | Zhangiang                                    | 2016                                         | 28 nm (HLMC)                    | 4/8        | 2.0 GHz                                        |                                                                                                | -                                                                                         | 35W                            | HLMC gyártja                                                                             |
| ZX-D / KX-5000 / KH-20k / ZX-200 | Wudaokou                                     | 2017 (tömegtermelés: 2018)                   | 28 nm TSMC                      | 4/8        | 2.0 GHz                                        | két csatornás DDR4 PCI Express 3.0 USB 3.1 (Gen 1 and 2) USB 2.0 SATA 3 System-on-a-chip (SoC) | ZX-C860 DirectX 11 + OpenGL 3.2 + h265 dekódolás + OpenCL                                 | A 4 magos változat TDP-je 30W. | A TSMC gyártja.                                                                          |
| ZX-E / KX-6000 / KH-30k          | Lujiazui                                     | 2019                                         | 16 nm (TSMC)                    | 4/8        | 2,7-3.0 GHz                                    | DDR4 (max 64GB) PCIe 3.0 SoC                                                                   | IGP: ZX-C960 DirectX 11, OpenCL 1.1, és OpenGL 3.2 képességekkel. h264 és h265 dekódolás. | 8 magos változat TDP-je 70w.   | (TSMC) 16 db PCI-E sáv                                                                   |
| KX-6000G                         | Lujiazui                                     | 2022                                         | 16 nm                           | 4          | 3.3 GHz-ig                                     | DDR4 PCIe 3.0 SoC                                                                              | Integrált Glenfly GT-10C0 grafikus chip DirectX 12, OpenCL 1.2, és OpenGL 4.6 támogatásal | 15-35w                         |                                                                                          |
| KH 40000                         | Yongfeng                                     | 2022                                         | 16 nm (TSMC)                    | 12, 16, 32 | 2,2 GHz                                        | DDR4 2 TB méretig PCIe 3.0 16 SATA csatorna SoC Egyes modellek SMP-képesek                     |                                                                                           |                                |                                                                                          |
| ZX-F / KX-7000                   | Century Avenue (Shiji dadao)                 | 2023 december (sorozatgyártás: 2024 március) | 7 nm FinFET (chiplet felépítés) | 8          | 3-3.2 GHz alapórajel, 3.6-3.7 GHz turbo órajel | DDR4 és DDR5 PCIe 4.0 SoC 32 MByte L3 cache.                                                   | Glenfly C-1190                                                                            | 35w-100w                       | A modell kifejlesztése 4 évet csúszott az eredeti ütemtervhez képest.                    |